# Sylvain-Marie Giraud

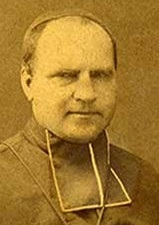
Sylvain-Marie Giraud

Sylvain-Marie Giraud (* 30. September 1830 in Éguilles; † 22. August 1885 in Tarascon) war ein französischer römisch-katholischer Priester, Salettiner, Ordensoberer, Mystiker und Autor.

## Leben und Werk

### Priester mit klösterlichem Ideal
Sylvain Giraud studierte in Aix-en-Provence und wurde 1853 zum Priester geweiht. Im Erzbistum Aix-en-Provence wurde er wegen seiner intellektuellen Begabung als Lehrer eingesetzt, fühlte aber dazu keine Berufung. Da er sich ebenso wenig zur Seelsorge vor Ort hingezogen fühlte, begriff er, dass er nur als Mönch sein spirituelles Ideal leben konnte.

### Der Salettiner
1857 entdeckte er bei einem Exerzitienaufenthalt den Erscheinungsort Notre-Dame de la Salette in La Salette-Fallavaux, wo seit 1852 die von Bischof Philibert de Bruillard von Grenoble gegründete Kongregation der Missionare Unserer lieben Frau von La Salette bestand. 1858 trat er der Gemeinschaft bei, die bis dahin nur sechs Mitglieder mit Gelübde zählte. 1860 legte er selbst die zeitlichen Gelübde ab (ewige Gelübde hat er immer verweigert) und wurde zum Novizenmeister ernannt. Seine ersten Bücher erschienen 1863 und 1864. Von 1865 (mit 35 Jahren) bis 1876 war er gewählter Oberer. Dann wechselte er auf eigenen Wunsch in die 1869 gegründete Filiale auf dem Berg Pipet in Vienne, der er bis zu seinem Tod vorstand. Er gilt als der geistliche Begründer der Kongregation.

### Gründungsversuch mit Caroline Lioger
Von 1867 bis 1870 unterhielt Giraud enge Beziehungen zur seit 1857 existierenden Frauengemeinschaft Victimes du Saint Cœur de Jésus (VSCJ, später: Religieuses du Cœur de Jésus de La Roche-sur-Yon) in Les Avenières, in der Hoffnung, mit ihr seine Pläne für ein Institut der Missionarinnen von La Salette verwirklichen zu können. Als er jedoch konkret wurde, brach die Gründerin und Oberin, die Lyoner Mystikerin Caroline Lioger (1825–1883, Ordensname: Marie-Véronique du Sacré-Cœur de Jésus) die Beziehungen ab.

### Gründung der Nonnen von La Salette
1872 gründete er zusammen mit Alexandrine Geoffray die Gemeinschaft des Dritten Ordens Religieuses de La Salette de Lyon, ab 1951 unter dem Namen Petites sœurs de la Vierge Marie de Lyon (1967 aufgegangen in Les filles du Cœur de Marie, Gesellschaft der Töchter vom Herzen Mariä). Alexandrine Geoffray hatte 1860 die Gemeinschaft der Filles de Notre-Dame Auxiliatrice de Lyon gegründet, die für die Seelen im Fegfeuer betete und sich karitativ um die Arbeiterinnen kümmerte. Sie hatte 1868 unter Kardinal de Bonald die Gelübde abgelegt und den Ordensnamen Marie-Thérèse de Sainte-Chantal angenommen. 1869 hatte sie Giraud kennen gelernt und sich von ihm nach und nach auf die Madonna von La Salette umorientieren lassen, wobei eine Rolle spielte, dass Jacques Ginoulhiac (1806–1875), der als Bischof von Grenoble Giraud schätzen gelernt hatte, 1870 Erzbischof von Lyon wurde.

### Autor und Herausgeber
Giraud war ein fruchtbarer Autor geistlicher Literatur mystischer Ausrichtung, dessen Werke (besonders geschätzt von Maria von der Passion) in mehrere Sprachen übersetzt wurden. 1865 begründete er die Zeitschrift Annales de Notre Dame de la Salette (seit 1974 u. d. T. La Salette. Annales de Notre Dame de la Salette), die noch heute besteht. 

### Prediger und Tod
Giraud war ein (auch stimmlich) begnadeter Prediger, der die Hälfte seines Lebens (trotz immer neuer Erkrankungen) für Vorträge und Exerzitien unterwegs war (in einem Raum, der von Reims bis ans Mittelmeer ging, zweimal auch nach Rom). Zahlreiche Zeugnisse belegen den Eindruck der Heiligkeit, den er auf seine Zeitgenossen machte. Als er im Sommer 1885 noch eine Vortragsreise in den Süden unternahm, war er bereits schwer leidend und todkrank. Von Fontfroide über Perpignan und Narbonne kommend starb er auf der Heimreise in Tarascon. Er wurde in La Salette beigesetzt. In seinem Heimatort Éguilles ist die Avenue du Père Sylvain Giraud nach ihm benannt.

## Werke
- La Pratique de la dévotion à N.-D. Réconciliatrice de la Salette. Prudhomme, Grenoble 1863.
  - La Pratique de la dévotion à N.-D. de La Salette. Manuel de l’archiconfrérie. Nouvelle édition. Notre-Dame de La Salette 1875, 1880, 1896.
- De la vie d’union avec Marie, mère de Dieu. Paris/Grenoble 1864. 10. Auflage, Paris 1930.
  - (italienisch) La vita di unione con Maria Madre di Dio. Ancora, Mailand 1939, 1944.
- De l’union à Notre-Seigneur Jésus-Christ dans sa vie de victime. Traité de l’esprit et de la vie de victime considéré comme fondement et caractère essentiel de la vie chrétienne, suivi de divers sujets relatifs à la perfection de la vie de victime. Notre-Dame de La Salette 1870, 8. Auflage, Paris 1932. 
  - (italienisch) Dell’unione a N. S. Gesù Cristo nella sua vita di vittima. Trattato dello spirito e della vita di vittima considerati come fondamento essenziale della vita cristiana. Seguito da diversi argomenti relativi alla perfezione della vita di vittima. Ancora, Mailand 1942.
- Le Voeu de dévouement au Saint-Siège. Notre-Dame de La Salette 1872.
  - (deutsch) Das Gelübde der Ergebenheit gegen den hl. Stuhl. Kranzfeld, Augsburg 1872.
- Pour les âmes du purgatoire. Discours et notice sur l’oeuvre de Notre-Dame Auxiliatrice et sur la fondation des religieuses de Notre-Dame de la Salette. Lyon 1872.
- De l’esprit et de la vie de sacrifice dans l’état religieux. 1873. 4. Auflage. Briday, Lyon 1879; 15. Auflage, Paris 1929.
  - (englisch) The spirit of sacrifice and the life of sacrifice in the religious state. Benziger, New York 1906. Classic reprint. Forgotten Books 2015.
- Immolation et charité dans le gouvernement des âmes, lettres à une supérieure de communauté. Notre-Dame de La Salette 1876. 8. Auflage. Paris 1929.
- Jésus-Christ, prêtre et victime. Méditations sur les mystères de Notre Seigneur Jésus-Christ considérés du point de vue de son sacerdoce et de son état de victime. 2 Bde. Corps 1878, Paris 1902.
  - (englisch) Jesus Christ. Priest and victim. Washbourne, London 1914.
- Petit traité de l’oraison mentale. Notre-Dame de La Salette 1879; 4. Auflage, Paris 1887.
- Prêtre et hostie. Notre-Seigneur Jésus-Christ et son prêtre considérés dans l’éminente dignité du sacerdoce et les saintes dispositions de l’état d’hostie. 2 Bde. Delhomme et Briguet, Lyon 1885. 5. Auflage, Beauchesne, Paris 1924.
  - (italienisch) Sacerdote e ostia. Vita e pensiero, Mailand 1936, zuletzt 1964.
- Vers les hauteurs spirituelles. Recueil inédit des enseignements oraux du fondateur des religieuses de la Salette de Lyon. Emmanuel Vitte, Lyon 1936. Éditions Magnificat, Saint-Jovite, Québec, 2000.
- Le Livre des exercices spirituels de Notre-Dame de la Salette. Éditions de la Revue « Les Alpes », Grenoble 1946.
- Pensieri di p. Silvano Maria Giraud, ex Superiore Generale, il più celebre dei missionari de la Salette (1830–1885). Rom 1981.